# 戈勒姆 (紐約州)
戈勒姆（英語：Gorham）是一個位於美國紐約州安大略縣的鎮。

## 人口
根據2020年美國人口普查的數據，戈勒姆的面積為137.71平方千米，當中陸地面積為126.53平方千米，而水域面積為11.17平方千米。當地共有人口4130人，而人口密度為每平方千米30人。